# Faris Zubanović
Faris Zubanović (* 12. Juni 2000 in Sarajevo) ist ein bosnisch-herzegowinischer Fußballspieler.

## Karriere

### Verein
Zubanović begann seine Karriere beim FK Željezničar Sarajevo. Im November 2018 stand er erstmals im Profikader, kam aber noch nicht zum Einsatz. Sein erstes und einziges Spiel für Željezničar in der Premijer Liga machte er anschließend im Mai 2019. Zur Saison 2019/20 wechselte er nach Dänemark zum Zweitligisten Fremad Amager. Für Fremad spielte er insgesamt elfmal in der 1. Division. Im September 2020 zog der Angreifer weiter in die Türkei zum Zweitligisten Tuzlaspor. In Tuzla spielte er aber lediglich im Cup, in der Liga schaffte er es nie in den Spieltagskader.
Im Februar 2021 kehrte Zubanović wieder in seine Heimat zurück und schloss sich dem Erstligisten FK Velež Mostar an. Bis zum Ende der Saison 2020/21 spielte er sechsmal in der höchsten bosnischen Spielklasse. In der Saison 2021/22 kam er bis zur Winterpause zu weiteren sieben Einsätzen. Im Januar 2022 wechselte der Stürmer nach Slowenien zum Zweitligisten ND Bilje. Für Bilje kam er bis Saisonende zu zehn Einsätzen in der 2. SNL, in denen er zweimal traf. Zur Saison 2022/23 zog er dann zum Ligakonkurrenten NK Fužinar weiter. Für diesen machte er bis zur Winterpause sieben Tore in ebenfalls zehn Einsätzen.
Im Februar 2023 wechselte Zubanović zum österreichischen Zweitligisten SK Vorwärts Steyr, bei dem er einen bis Juni 2023 laufenden Vertrag erhielt. Für Steyr kam er zu drei Einsätzen in der 2. Liga, aus der er mit dem Klub zu Saisonende aber abstieg, woraufhin er Vorwärts wieder verließ. Im August 2023 wechselte er anschließend zum Zweitligisten Kapfenberger SV. Für Kapfenberg kam er zu zwei Einsätzen, ehe er den Verein im Januar 2024 wieder verließ.
Anschließend kehrte er wieder zu Željezničar Sarajevo zurück.

### Nationalmannschaft
Zubanović spielte zwischen 2018 und 2021 zehnmal für bosnische Jugendnationalauswahlen.